# Thủy điện Sê San 4
Thủy điện Sê San 4 là công trình thủy điện xây dựng trên sông Sê San, tại vùng đất xã Mô Rai, huyện Sa Thầy, tỉnh Kon Tum và xã Ia O, huyện Ia Grai, tỉnh Gia Lai, Việt Nam. Vào lúc thiết kế thì theo quy hoạch của EVN đây là công trình cuối cùng về phía hạ lưu của hệ thống sông Sê San và cũng là công trình có công suất lớn thứ 2 sau thủy điện Ia Ly .
Thủy điện Sê San 4 có công suất 360 MW với 3 tổ máy, sản lượng điện hàng năm 1042 triệu KWh, khởi công tháng 11/2004, hoàn thành tháng 3/2010 , và nghiệm thu tổng thể công trình tháng 12/2012 .
Sau này thủy điện Sê San 4A 13°56′33″B 107°28′4″Đ / 13,9425°B 107,46778°Đ được xây dựng thêm.

## Sự kiện liên quan
Ngay năm 2011 đã thể hiện trong mùa khô hạn ở Tây Nguyên các thủy điện phải hoạt động cầm chừng vì thiếu nước. Mỗi ngày nhà máy chỉ chạy cầm chừng vài ba tiếng .

## Dự án liên quan
Dự án Điện mặt trời Sê San 4 có công suất lắp máy 49 MWp, xây dựng trong phần đất thuộc Thủy điện Sê San 4 tại tỉnh Gia Lai. Dự án được Cơ quan Phát triển Pháp (AFD) tài trợ toàn bộ giá trị hợp đồng EPC của dự án. Ngày 28/10/2019, tại Trụ sở AFD thủ đô Paris, Cộng hòa Pháp, đã diễn ra buổi ký kết Thỏa ước tín dụng cho dự án giữa đại diện lãnh đạo Tập đoàn Điện lực Việt Nam (EVN) và đại diện AFD.